# Dicy (cantora)
Jacymara de Jesus da Silva Rocha, mais conhecida como Dicy (Coroatá, 18 de julho de 1979), é uma cantora, compositora e educadora brasileira.
Em 2016 lançou seu primeiro disco, "Rosa Semba", que alcançou popularidade após lançamento em vinil. "Rosa Semba" é um disco de reggae, ska, dub e também MPB.
Seu trabalho possui enfoque na cultura folclórica maranhense e na militância negra.
Atua na Sociedade Maranhense de Direitos Humanos desde 2019. Foi considerada, pelo governo maranhense, como uma das resgatantes do reggae naquele estado.

## Discografia
| Álbum      | Formato           | Lançamento | Gravadora    |
| ---------- | ----------------- | ---------- | ------------ |
| Rosa Semba | CD, LP, streaming | 2016       | Independente |